# Şefika Gaspiralı
Şefiqa Gaspıralı (en ruso: Шефика Исмаиловна Гаспринская, romanizado: Shefika Ismailovna Gasprinskaya; Bajchisarái, 14 de octubre de 1886 - Estambul, 31 de agosto de 1975) fue una líder feminista tártara de Crimea que fue editora en jefe y editora de la primera revista femenina, miembro del Consejo Presidencial del Kurultai y diputada durante dos mandatos en la República Popular de Crimea. También fue maestra de guardería.

## Biografía

### Primeros años
Şefiqa Gaspıralı era hija de Ismail Gasprinski, uno de los líderes del despertar cultural y político túrquico en el Imperio ruso a principios del siglo XX con sede en Bajchisarái, Crimea (gobernación de Taurida). Su madre era Zühre Gaspıralı, miembro de la dinastía Akçora. Şefiqa tenía siete hermanos, cuatro hermanos, Refat, Danyal, Mansur, Haydar y tres hermanas Behiye, Leyla, Nigar. 
Gaspıralı aprendió a leer y escribir con su padre. Luego continuó su educación en la escuela "Usûl-ü Cedit" (Nuevo Método) de su padre. Su padre la eligió y la crio entre sus hermanos, dando especial importancia a su educación. Su madre murió cuando ella tenía 17 años y ella asumió la responsabilidad de la casa.

### Carrera de periodista
A pesar de sus tareas domésticas, se convirtió en la ayudante más importante de su padre en la gestión de las publicaciones del periódico Terciman ("El Traductor"), la correspondencia y la traducción del idioma ruso, así como los asuntos postales y de distribución. En 1903, escribió su primer artículo en Terciman.
Durante este tiempo, conoció a Nasib bey Yusifbeyli de Ganyá, un joven azerbaiyano que visitaba a menudo a su padre. Su correspondencia sobre temas políticos con Yusifbeyli se convirtió en intimidad y se casaron en 1906.

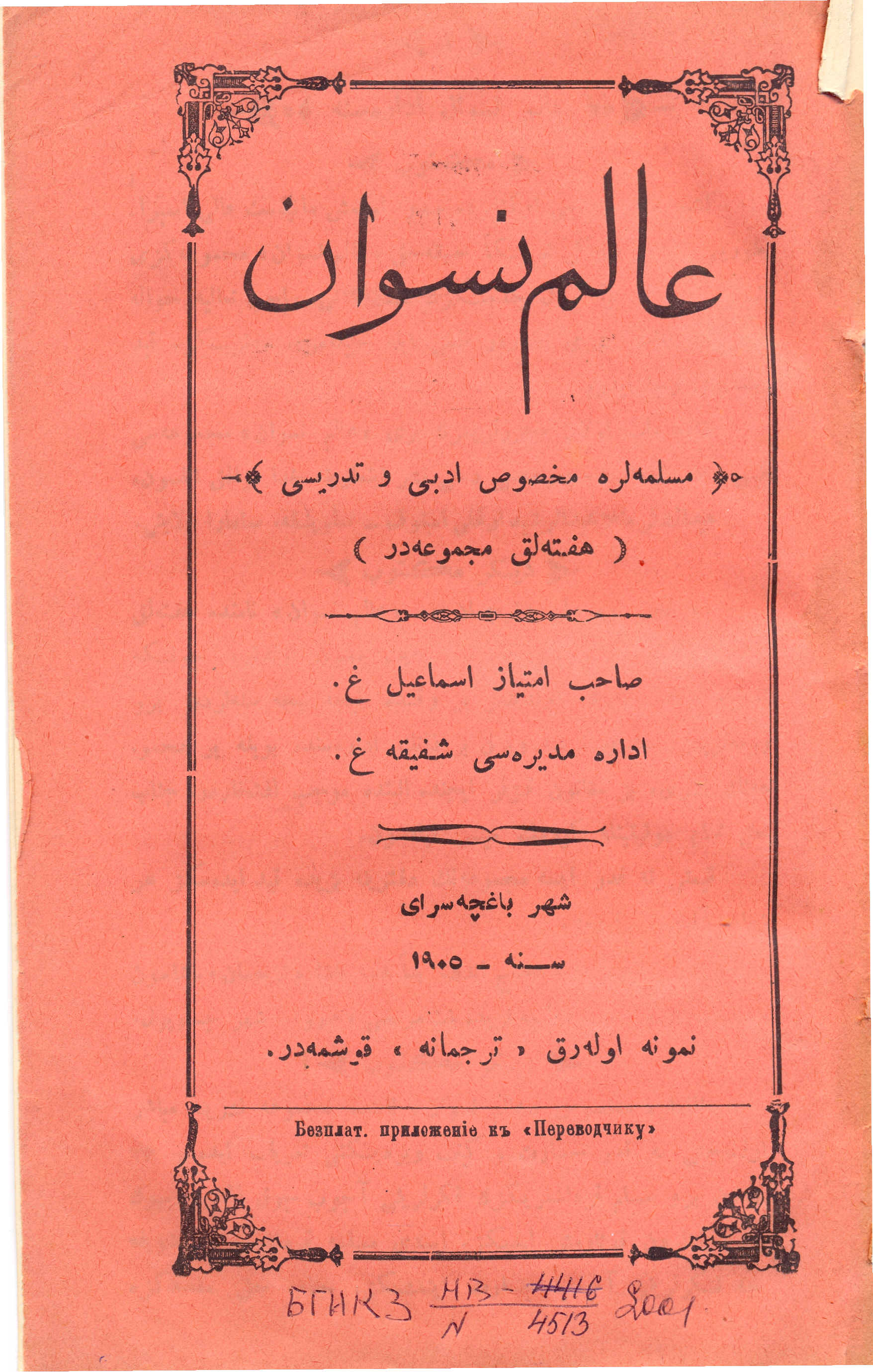
Portada de la revista Alem-i Nisvan ("Mundo de Mujeres") (1906-1912)

İsmail Gaspıralı fundó la revista Alem-i Nisvan ("Mundo de mujeres") en 1906 después de darse cuenta de que Terciman era inadecuada para mejorar el bajo estatus social de las mujeres en Rusia, la educación de las mujeres y el empleo. Şefiqa fue nombrada directora de la revista. Los artículos publicados informaron, dirigieron, alentaron y organizaron a las mujeres túrquicas, brindándoles información detallada sobre las mujeres y los movimientos de mujeres en el mundo turco e islámico. 
En 1908 dio a luz a una hija, Zöhre, y un año más tarde a un hijo, Niyazi. Durante este período, ella, junto con su marido Nesip y su hermano mayor Rıfat, asumieron toda la carga de Terciman. 
En 1912, Şefiqa y su marido Yusifbeyli se mudaron a Ganyá, Azerbaiyán y se establecieron allí después de que cerrara la revista Alem-i Nisvan . A finales de ese año regresó a casa porque no encontró a nadie que se ocupara del periódico Terciman. Su padre İsmail Gaspıralı murió el 11 de septiembre de 1914. 

### Activista por los derechos de las mujeres y política
Las mujeres turcas que vivían en el Imperio ruso estaban excluidas de la vida social, política, cultural y económica, abandonadas y privadas de educación. Şefiqa fue una de las pioneras en iniciar un movimiento de mujeres en estas condiciones adversas. Durante toda su vida, Şefiqa Gaspıralı luchó con sus escuelas, organizaciones y esfuerzos de participación política por el despertar de las mujeres túrquicas. Şefiqa Gaspıralı tenía como objetivo lograr que las mujeres turcas fueran iguales jurídica, social y culturalmente en una concepción dominada por los hombres de la administración y la sociedad en todos los aspectos.
Şefiqa se convirtió en una de las primeras diputadas del efímero Primer Congreso de Crimea de la República Popular de Crimea en 1917, con su reconocimiento durante su mandato como editora en jefe de la revista Alem-i Nisvan. También participó en el Congreso de Todos los Musulmanes de Rusia dentro de la delegación de Crimea convocada en Moscú. 
Crimea tenía dos ventajas sobre otras regiones para el desarrollo sociocultural y político de las mujeres turcas: primero, fue la cuna del movimiento de innovación y modernización iniciado por İsmail Gaspıralı. En segundo lugar, en comparación con el Cáucaso y el Turquestán, las mujeres de Crimea sufrieron menos la poligamia y el velo. Sin embargo, cuando comenzó la revolución rusa de 1917, debido a la ausencia de una líder femenina unificadora, no existía otra organización de mujeres aparte de la Taze Hayat Cemiyet ("Sociedad de Vida Fresca") en Yalta. Los esfuerzos de İsmail Gaspıralı contra la gente conservadora, que se oponía a la participación plena e igualitaria de las mujeres en la vida social y política, dieron resultados, aunque lentamente, pero para alcanzar un éxito real con el apoyo de la sociedad, necesitaba una líder femenina, incluso líderes, que pudieran influir en las masas a través de la "organización de mujeres". 
En la organización central de los comités de mujeres trabajaban mujeres intelectuales y profesoras, Şefiqa Gaspıralı era la líder. Estaba tratando de animar a las mujeres a aumentar sus actividades estableciendo contactos. Además de ella, entre los nombres que trabajaron en este camino se encuentran İlhamiye Toktar, Ayşe İshak y Hatice Avcı. Las sucursales de Bajchisarái y Akmescit (Simferópol) de estos comités estaban dirigidas personalmente por Şefiqa Gaspıralı. Otra de las responsabilidades de Gaspıralı era ser miembro del consejo municipal de Bajchisarái, donde fue elegida. Durante este período, fue nominada para la alcaldía de Bakhchysarai, pero él rechazó la candidatura debido a la intensidad de su trabajo. 

### De Crimea a Azerbaiyán
En 1919, Şefiqa Gaspıralı huyó bajo amenaza de muerte de Crimea a Azerbaiyán con sus dos hijos pequeños. Dos años después, la República Democrática de Azerbaiyán fue ocupada por el Ejército Rojo. Su marido, el primer ministro de Azerbaiyán Nasib bey Yusifbeyli (en el cargo del 14 de abril de 1919 al 1 de abril de 1920) fue asesinado a tiros el 31 de mayo de 1920. Memduh Şevket (Esendal), el representante de Bakú en la Gran Asamblea Nacional de Turquía, ayudó a Şefiqa Gaspıralı, quien tiene que escapar de la muerte por segunda vez. 

### Emigración a Turquía
Con documentos de identidad otomanos falsos y pasaporte preparado, emigró por última vez con sus dos hijos en el tren, también proporcionado por Memduh Şevket, que transportaba a los soldados turcos cautivos y munición de ayuda a Turquía. Además, periódicos y revistas publicados en turco como Tercüman (El traductor), Vakit (El tiempo), Kazan Muhbiri (El reportero de Kazán), Burhan-ı Terakki (El testigo del progreso), Ülfet (Familiaridad), publicados en Rusia entre 1883 y 1920, y en ruso como Kaspi, Golos Tatar, cartas originales, correspondencia política a nivel de personal dirigente, actas de congresos y reuniones, resoluciones, textos de conferencias, recortes importantes, estatutos, reglamentos, permisos de circulación, facturas de hotel correspondientes a las fechas del congreso, declaraciones, fotografías, libros, documentos políticos presentados a autoridades oficiales. Peticiones con su contenido, documentos de la Duma (Parlamento ruso), listas de candidatos para las elecciones, tarjetas de delegados, mandatos parlamentarios, proyectos de ley, folletos, invitaciones, insignias de delegados, correspondencia oficial de organizaciones como la "Alianza Musulmana", la "Sociedad de Auspicio", los "Comités de Mujeres", el Consejo Nacional, etc. También trajo consigo un amplio archivo de documentos. 
Vivió 54 años en Turquía, a donde llegó cuando tenía 35 años, y amplió su archivo enriqueciendo los documentos que trajo consigo. Para ganarse la vida en Turquía, Şefiqa Gaspıralı primero vendió algunas joyas heredadas de su madre. Luego consiguió un trabajo de corto plazo en un hospital. Cuando salió de allí, cosió durante un tiempo y tomó lecciones de mecanografía. Trabajó como directora en "Daru'l-eytam" ("Orfanato"; Institución de Protección Infantil).  Tras el cierre del orfanato, volvió a quedarse sin trabajo. Incluso vendió su reloj de pulsera debido a la pobreza. Finalmente encontró un trabajo temporal con un salario mensual de 40 liras. Los tres hermanos de Gaspıralı también estaban en Estambul. Su hermano Cevdet Mansur, estudiante de la Universidad de Estambul, se alojaba en una residencia de estudiantes para no ser una carga para su hermana. Su otro hermano, Haydar Ali, estudiante de la Facultad de Medicina, se quedó con Şefiqa hasta su graduación. Entre sus hermanos más jóvenes estaba su hermana Nigar, que estaba casada con Süleyman, que era mayordomo. Su hermano mayor, Rifat, murió en diciembre de 1925 en Crimea. Şefiqa Gaspıralı estaba desamparada por su hija y su yerno. 
Şefiqa Gaspıralı continuó sus actividades sociales y culturales en Turquía. Después de trabajar como directora del orfanato y desempeñar un papel activo en la diáspora tártara de Crimea, fundó y presidió la "Kırım Tatar Kadınlar Birliği" ("Unión de Mujeres Tártaras de Crimea") en 1930. Gaspıralı también sirvió en la Media Luna Roja ("Kızılay") durante muchos años. También escribió artículos para la revista Crimea y la revista Emel. Con su propia vida, Gaspıralı pretendió publicar el Movimiento de Mujeres Túrquicas en Rusia como un libro. 
Şefiqa Gaspıralı murió en Estambul el 31 de agosto de 1975 y fue enterrada en el cementerio Zincirlikuyu después del servicio religioso celebrado en la mezquita Şişli.